# Gonzalo Jiménez Dioses
Gonzalo Arnulfo Jiménez Dioses (Tumbes, 16 de diciembre de 1944) es un docente, dirigente sindical y político peruano. Fue congresista de la república por Tumbes durante el periodo 2001-2006.

## Biografía
Gonzalo Jiménez nació en la región Tumbes, el 16 de diciembre de 1944.
Es docente de nivel secundario y fue director del Colegio Túpac Amaru de Tumbes. Fue también secretario general del Sindicato Único de Trabajadores de la Educación del Perú (SUTEP) en la región Tumbes.
Desde 1994 hasta el año 2010 fue militante de Unión por el Perú, partido político fundado por Javier Pérez de Cuéllar. Fue candidato a la alcaldía de la provincia de Tumbes por UPP en 1998, la cual no tuvo éxito.
En el año 2000 postuló sin éxito al Congreso de la República por Unión por el Perú y formó parte de la oposición al gobierno de Alberto Fujimori. En 2001, tras la caída del régimen fujimorista, Gonzalo Jiménez volvió a postular al  Congreso de la República como representante de su natal Tumbes y finalmente fue elegido como congresista con 9,492 votos, siendo luego juramentado para el periodo parlamentario 2001-2006.
Como congresista fue presidente de la Comisión de Deporte en el lapso 2002-2003 y presidente de la Comisión de Educación en el lapso 2004-2005. Fue también impulsor de la creación del distrito de Andrés Araujo en Tumbes.